# 热椭球体

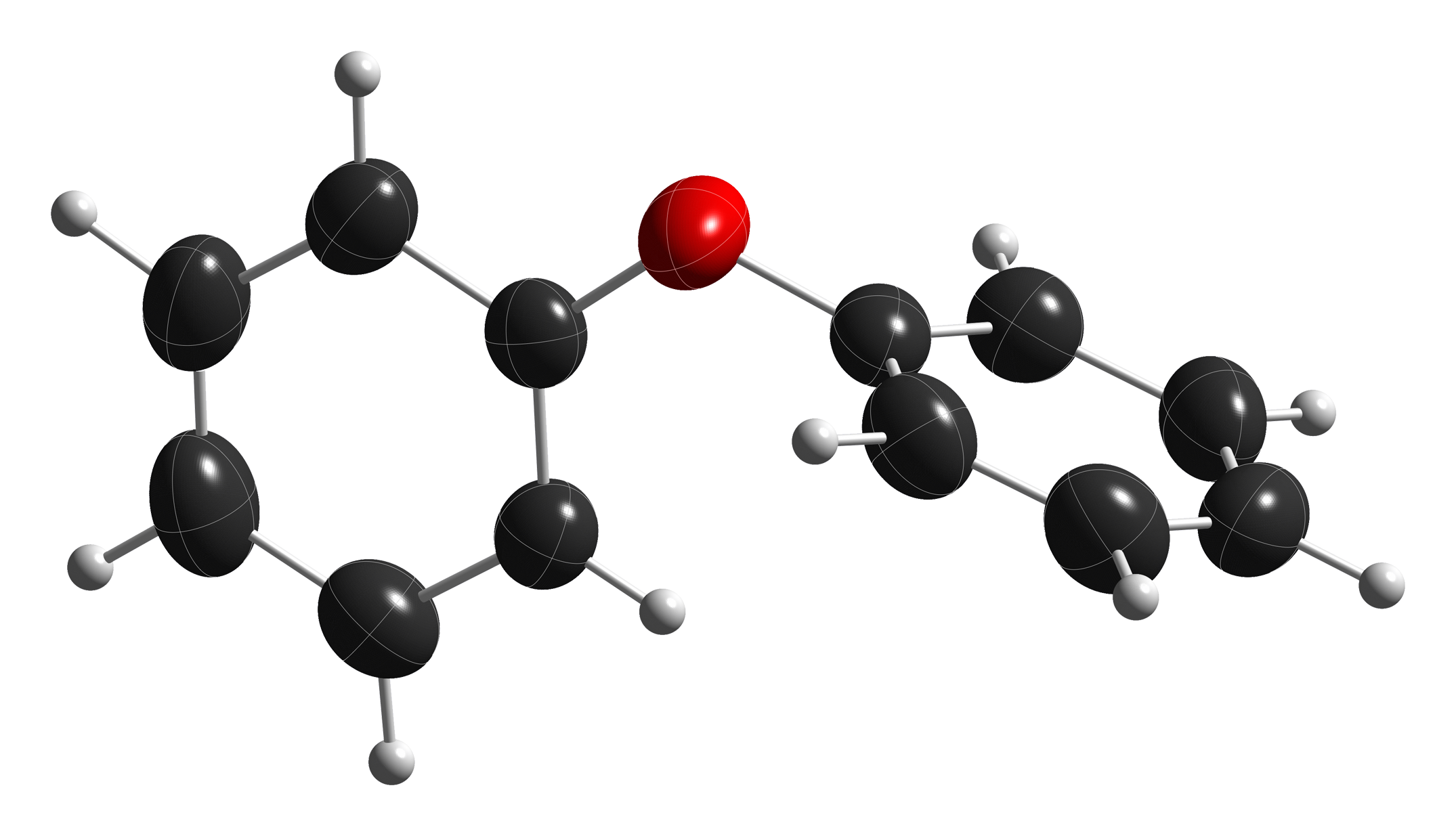
一副表现有机化合物二苯醚稳定构象异构体的热椭球模型，化学式C12H10O或(C6H5)2O，简写为Ph2O。碳原子(C)以黑色标示，氢原子(H)以灰白色标示，氧原子(O)以红色标示。热椭球的概率水平设置为50%，原子位置及各向异性位移参数基于该分子的晶体结构数据得出。

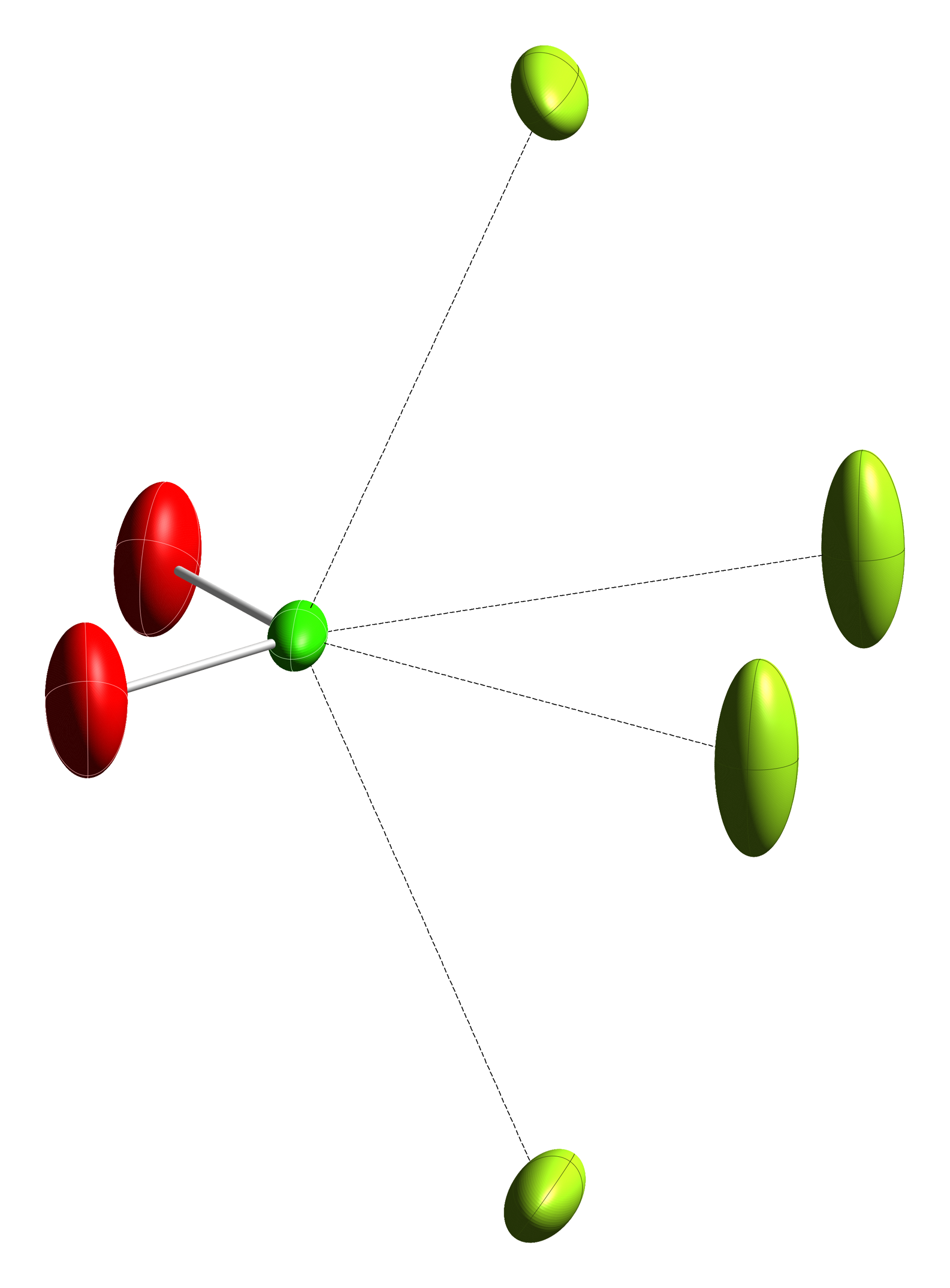
六氟锑酸氯酰晶体中氯原子(处于+5氧化态)的配位环境热椭球模型，化合物化学式[ClO2][SbF6]。中央亮绿色为+5氧化态的氯原子(Cl)，红色为氧原子(O)，外围黄绿色为来自六氟锑酸根(SbF6-)的四个氟离子，右侧浅色线条表示F-Cl配位作用。该反应性化合物通过FClO2与全氟路易斯酸SbF5反应制得。

在晶体学中，热椭球体(正式名称为原子位移参数或各向异性位移参数)是一种用于表征晶体中原子的热振动幅度与方向的椭球模型。由于原子的振动通常表现出各向异性(不同空间方向的振动幅度存在差异)，椭球能直观反映振动特性，从而展现原子在晶体中的对称性特征与时间平均位置。其理论基础由D.W.J.克鲁克香克于1956年提出，并随着1965年首次发布的ORTEP程序(橡树岭热椭球绘图程序)而得到广泛应用。
热椭球体可通过张量定义，这种数学工具能在三维正交坐标系中确定振动幅度与方向。表征原子热振动的三个主轴分别记为{\displaystyle U_{1}}、{\displaystyle U_{2}}和{\displaystyle U_{3}}， 对应热椭球即基于这些轴向建立。椭球尺寸按预设概率进行缩放，通常设定为能涵盖原子电子密度分布50%概率的区域。